# Pissing Razors
Pissing Razors — американская грув-метал-группа, основанная в 1994 году, в городе Эль-Пасо, штат Техас.

## История
Pissing Razors (Писающие бритвами) это грув-метал группа, которая сформировалась в конце 80-х в городе Эль Пасо, штат Техас, США.
Группа первоначально называлась Back Door Cyclops, но в определённый момент, парни решили изменить название, а заодно и музыкальный стиль в сторону грув-метала, конечно же, сделав вокал несколько жёстче.
Новое название для команды придумал вокалист группы, который подхватил тогда гонорею в одном публичном доме в Хуаресе, что в Мексике. Он описывал свои ощущения, как «писать бритвами».
В начале 90-х, ударник группы Дэнни Гарсия, решил уехать из Эль Пасо в Нью-Йорк. Брат Дэнни, Эдди использовал этот момент для того, чтобы переключиться от игры на гитаре к ударным. Мэтт Линч сменил бас на лидер-гитару, а в качестве нового басиста был приглашен Рик Валес. На вокале оказался Джо Родригес, и вместе ребята зазвучали достаточно слажено и прогрессивно.
В 1997 году группа подписала контракт с англичанами Noise Records, и выпустила на следующий год альбом, который так и назывался — Pissing Razors. Пять следующих альбомов были выпущены с 1999 года по 2003. В 2000 году парни поучаствовали в трибьюте группы Pantera, который назывался Panther: A Tribute To Pantera. Они открывали альбом с кавером Domination.
Практически сразу после этого, в 2000 году, Джо Родригес оставил группу, мотивировав свой уход желанием больше бывать со своей семьёй.
Его заменил Джейсон Брегг, чей голос впоследствии можно услышать на альбоме «Where We Come From» 2001 года. Из-за разборок между Джо и Джейсоном, Мэтт Линч так же решительно оставил Pissing Razors, и вместо него был нанят Сесар Сото. После тура в поддержку альбома «Where We Come From», Джейсона Брегга заменил Андрэ Акоста. Его впервые можно услышать на live-альбоме «Live in the Devil’s Triangle».
В 2004 году группу, которая и так уже разваливалась, оставил Мэтт Дифабио. После этого, Дифабио и Акоста, основавшись в Лэнгхорне, что в Пенсильвании, общими усилиями сколотили новую банду — Downtrodden. Затем, в 2006 году, Эдди Гарсия и Андрэ Акоста вернулись в родной Эль Пасо, где и играли в группе Speed Razor.
Джо Родригес, Сесар Сото и Мэтт Линч в это время выступали в другой местной группе — Fueled II Fire. Джейсон Брегг, в составе команды поддержки, поехал в турне с Black Label Society. Мэтт Дифабио тем временем стал фронтменом его собственной группы Single Bullet Theory, а Рик Валес вообще пообещал оставить сцену насовсем.
На этом история группы Pissing Razors заканчивается.
Сейчас, в 2009 году, в общем-то ситуация не изменилась — Эдди Гарсия и Андрэ Коста по прежнему на сцене со Speed Razor, Джейсон Брегг всё так же путешествует с Black Label Society, Мэтт Дифабио выступает с Single Bullet Theory, а Рик Валлес так и не собирается возвращаться в музыкальный бизнес.
В 2014 году группа воссоединилась и даже выпустила сингл в 2019 году.

## Состав

### Состав на данный момент
Andre Acosta — вокал
Rick Valles — бас
Eddy Garcia — ударные

### Бывшие участники
Jason Bragg — вокал
Joe Rodriguez — вокал
Cesar Soto — гитара
Matt Lynch — гитара
Matt Difabio — гитара
Danny Garcia — гитара/ударные

## Дискография
Студийные альбомы
1996 — Psycho Punko Metal Groove
1998 — Pissing Razors
1999 — Cast Down the Plague
2000 — Fields of Disbelief
2001 — Where We Come From
2003 — Evolution
Концертные записи
2002 — Live in the Devil’s Triangle